# Naiktha Bains
Naiktha Bains (nació el 17 de diciembre de 1997) es una tenista australiana-británica
Su mejor clasificación en la WTA fue la número 199 del mundo, que llegó el 6 de enero de 2020. En dobles alcanzó número 87 del mundo, que llegó el 9 de octubre de 2023.

## Títulos WTA (0; 0+0)

### Dobles (0)
| Leyenda              |
| -------------------- |
| Grand Slam (0)       |
| Juegos Olímpicos (0) |
| WTA Finals (0)       |
| WTA 1000 (0)         |
| WTA 500 (0)          |
| WTA 250 (0)          |

#### Finalista (1)
| N.º | Fecha               | Torneo | Superficie | Pareja       | Oponente en la final          | Resultado |
| --- | ------------------- | ------ | ---------- | ------------ | ----------------------------- | --------- |
| 1.  | 21 de abril de 2024 | Ruan   | Dura       | Maia Lumsden | Tímea Babos Irina Khromacheva | 3-6, 4-6  |

## Títulos WTA 125s

### Dobles (0–1)
| Resultado | N.º | Fecha                | Torneos             | Superficie | Pareja       | Oponentes                       | Resultado |
| --------- | --- | -------------------- | ------------------- | ---------- | ------------ | ------------------------------- | --------- |
| Finalista | 1.  | 12 de agosto de 2023 | Grodzisk Mazowiecki | Dura       | Maia Lumsden | Katarzyna Kawa Elixane Lechemia | 3-6, 4-6  |